# Conceição Evaristo
Maria da Conceição Evaristo de Brito, née le 29 novembre 1946 à Belo Horizonte, au Brésil, est une écrivaine afro-brésilienne. Elle est née dans une famille modeste et est la deuxième de 9 frères et sœurs, étant la première de son ménage à obtenir un diplôme universitaire. Elle a aidé sa mère et sa tante à laver les vêtements et à accoucher pendant ses études. Dans les années 1970, elle a déménagé à Rio de Janeiro, où elle a réussi un concours, commençant à écrire seulement dans les années 1990. Elle a obtenu une maîtrise au milieu des années 1990 et un doctorat au début des années 2010,.

## Biographie

### Enfance
Conceição Evaristo est née et a grandi dans une favela de Belo Horizonte, ville de l'état brésilien du Minas Gerais. Issue d’une fratrie de neuf enfants, elle a multiplié les emplois domestiques dans sa jeunesse pour aider sa famille à survivre. Elle a néanmoins eu la chance d’aller à l'école publique avec ses frères et sœurs. Elle y a appris à lire et a très vite développé le goût de l'écriture. Elle avait du talent pour la rédaction, mais la destruction de sa favela natale a entraîné encore plus d'isolement social, ce dont elle a souffert.
Malgré la misère dans laquelle vivait sa famille, Conceição a pu bénéficier d'un amour certain pour les contes et la poésie. Cette passion lui a été directement transmise par sa mère, sa tante et son oncle : « Je ne suis pas née entourée de livres, j'insiste. C'est dans le temps et l'espace que j'ai appris depuis l'enfance à cueillir les mots. Notre maison était dénuée de biens matériels mais habitée par les mots. Ma mère et ma tante étaient de grandes conteuses, mon vieil oncle était un grand conteur, nos voisins et amis contaient et racontaient des histoires. Chez nous, tout était raconté, tout était motif de prose-poésie ».

### Carrière et études
Après avoir suivi une scolarité instable, Conceição s'est inscrite à un concours pour devenir enseignante. Ce concours, réussi en 1973, lui a permis de s'installer à Rio de Janeiro en tant qu'institutrice. Elle y a enseigné dans des écoles primaires publiques pendant plusieurs années, avant de reprendre des études de lettres à 40 ans. C'est la seule enfant de sa famille à être allée à l'université.
En 2011, elle a obtenu un doctorat en littérature comparée.

### Écriture, influences et engagements
Parallèlement à sa carrière, Conceição Evaristo a écrit plusieurs poèmes, nouvelles et romans.
Autodidacte, Conceição Evaristo a énormément lu tout au long de sa vie, y compris en français, et a été touchée par des écrivains et penseurs tels qu'Aimé Césaire, Léopold Senghor, Edouard Glissant, Maryse Condé, Michel de Certeau ou encore Frantz Fanon.
Le parcours de Conceição Evaristo peut être qualifié d'atypique. Les auteurs littéraires issus des favelas, même s'ils sont de plus en plus présents, n’ont pas toujours été reconnus comme légitimes. Conceição Evaristo représente les minorités sociales provenant des quartiers défavorisés brésiliens, mais aussi les femmes et les Noirs au Brésil, pays où le racisme est encore très présent. À ce titre, elle est une figure emblématique de la littérature afro-brésilienne, courant qui cherche à réhabiliter les mémoires issues de l'esclavage au détriment du discours colonialiste.
Elle lutte contre les préjugés racistes et misogynes à l'égard des femmes noires : « En tant que femme noire, on attend de moi que je sois bonne au lit, bonne cuisinière, bonne danseuse mais sûrement pas écrivain, intellectuelle et productrice de savoirs ». Conceição Evaristo était présente lors du Salon du Livre de Paris en 2015, parmi 48 auteurs brésiliens.

## Thèmes de prédilection
Les sujets majoritairement présents dans les œuvres de Conceição Evaristo sont ceux de la discrimination raciale, de l'histoire des esclaves afro-brésiliens, de l'accès à l'éducation, de l'importance de la terre originelle et de la mémoire comme héritage à perpétuer.
Conceição Evaristo est adepte de ce qu’elle appelle « l'écrit-vie » : elle aime transformer les souvenirs individuels des gens qu’elle a connus en une seule et même mémoire collective. Dans ses ouvrages, elle mélange régulièrement fiction et réel, et réinvente les histoires oubliées. Le roman Banzo, mémoires de la favela, largement inspiré de l'expérience personnelle de Conceição Evaristo, est un bon exemple d'« écrit-vie ».

## Œuvres traduites

### Poésie
- Poèmes de la mémoire et autres mouvements, édition bilingue, traduction du portugais (Brésil) par Rose Mary Osorio et Pierre Grouix, préface d’Izabella Borges et postface de Pierre Grouix, des femmes-Antoinette Fouque, Paris, 2019, 208 p.  (ISBN 9782721007025)

### Romans
- L'histoire de Poncia, Éditions Anacaona, coll. « Terra », Paris, 2015, 106 p.  (ISBN 978-2-918799-75-7)
- Banzo, mémoires de la favela, illustré par Lucia Hiratsuka, Éditions Anacaona, coll. « Terra », Paris, 2016, 216 p.  (ISBN 978-2918-799-801)

### Nouvelles
- Insoumises, Éditions Anacaona, coll. « Terra », Paris, 2018, 170 p.  (ISBN 978-2-918799-95-5)
- Ses yeux d'eau, traduction du portugais (Brésil) et préface par Izabella Borges, des femmes-Antoinette Fouque, Paris, 2020, 192 p.  (ISBN 9782721007179)